# Color a Dinosaur
Color a Dinosaur är ett målarprogram-spel till NES.

## Handling
Spelaren färglägger en dinosaurie. Man kan antingen välja att själv färglägga, eller välja färg. Genom att trycka på Select-knappen kan man få tillgång till extra mönster.
Spelet riktade sig till en yngre publik. Tommy Tallarico komponerade musiken till spelet.

### Fotnoter
1. ↑  ”Publisher information”. Raptr. Arkiverad från originalet den 4 oktober 2013. https://archive.is/20131004172014/http://raptr.com/game/Color-A-Dinosaur?platform=NES. Läst 17 maj 2014.
2. ↑  ”Genre information”. IGN. http://cheats.ign.com/objects/007/007075.html. Läst 17 maj 2014.
3. ↑  ”Release information”. Gamefaqs. 28 februari 1993. Arkiverad från originalet den 2 januari 2010. https://web.archive.org/web/20100102001227/http://www.gamefaqs.com/console/nes/data/587195.html. Läst 17 maj 2014.
4. ↑  ”Basic summary of game”. MobyGames. http://www.mobygames.com/game/color-a-dinosaur. Läst 17 maj 2014.
5. ↑  ”Color A Dinosaur”. Tommy Tallarico: The Official Website. Arkiverad från originalet den 20 september 2014. https://web.archive.org/web/20140920235652/http://www.tallarico.com/index.php?s=coloradinosaur. Läst 17 maj 2014.  ”The sound driver for the NES was horrid!!  Before the G.E.M.S. tool for the Sega Genesis you pretty much had to be a computer programmer in order to do sound for video games, especially the NES.!!”